# Bunaeopsis aurantiaca
Bunaeopsis aurantiaca is een vlinder uit de familie nachtpauwogen (Saturniidae), onderfamilie Saturniinae.
De wetenschappelijke naam van de soort is voor het eerst geldig gepubliceerd door Rothschild in 1895.